# Konsistoriehuset, Köpenhamn

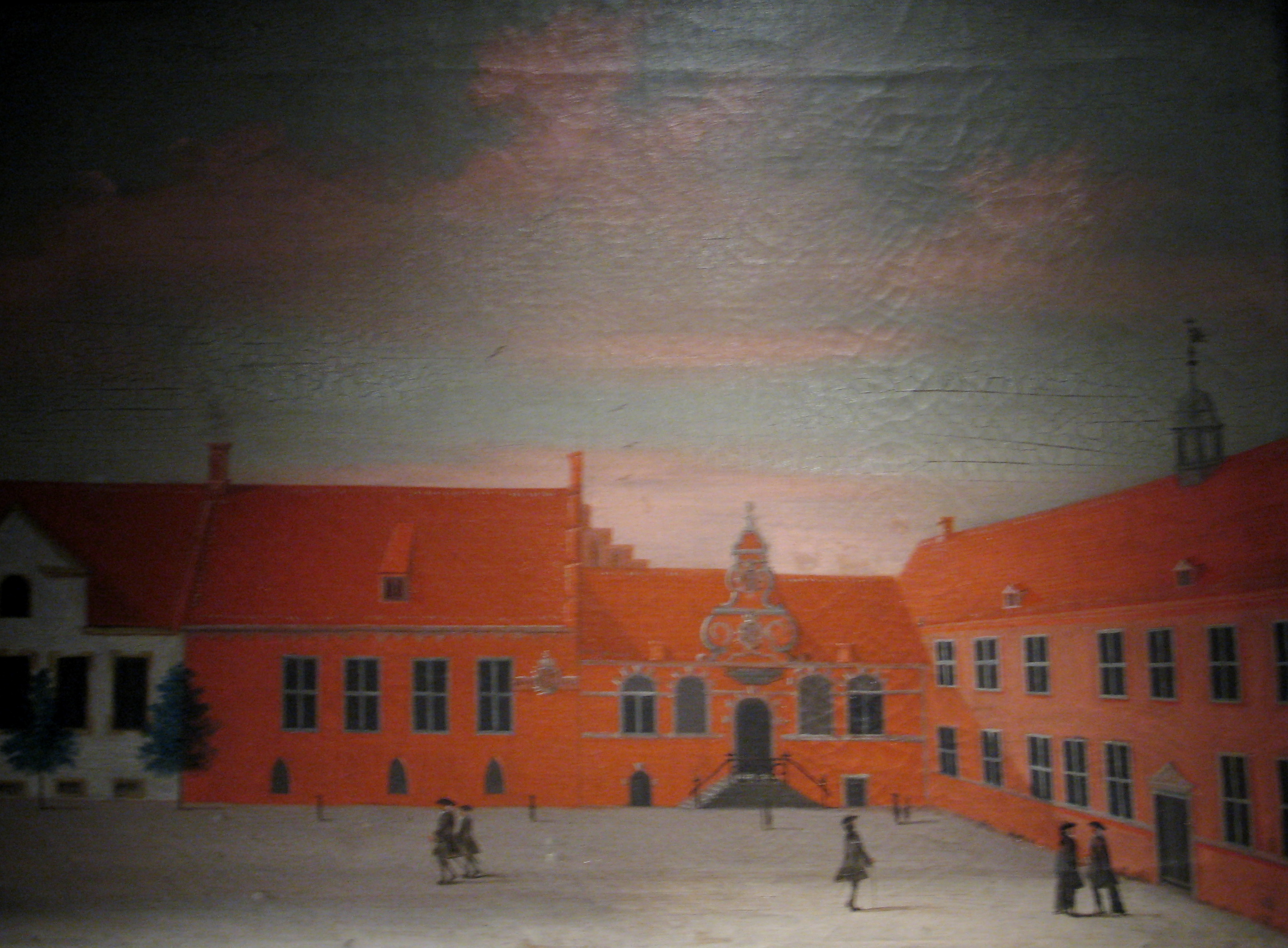
Teckning av Johannes Rach och Hans Heinrich Eegberg från 1749. Till vänster professorsbostaden från 1730, i mitten Konsistoriehuset och till höger en tidigare röd renässansbyggnad från Kristian IV:s tid.

Konsistoriehuset är en byggnad, som ligger på Köpenhamns universitets ursprungliga campus vid Frue Plads i Indre By i Köpenhamn i Danmark. Byggnaden är daterad till omkring 1420 och kan vara Köpenhamns äldsta bevarade byggnad. 
Huset uppfördes som residens för biskopen i Roskilde och övertogs efter reformationen 1536 av Köpenhamns universitet. Det är numera ett byggnadsminne.
Till skillnad mot universitetets övriga byggnader undslapp Konsistoriehuset i huvudsak Köpenhamns brand 1728 och det engelska bombardemanget 1807. År 1969 genomförde den dåvarande riksantikvarien Olaf Olsen utgrävningar i huset, och han daterade det då till omkring 1420. Detta stämmer i tiden med att Erik av Pommern 1417 tillsåg att staden Köpenhamn övertogs av kronan från biskopen av Roskilde. Det ledde till att biskopen tvingades att frånträda Köpenhamns slott och att bygga ett nytt residens vid Vor Frue Kirke. En dendrokronologisk analys av ektimret i takkonstruktionen har visat att ekarna fälldes omkring 1480.
Byggnaden var ursprungligen längre mot Nørregade genom en tillbyggnad, där nu Professorsvillan står, efter att ha uppförts där efter stadsbranden i Köpenhamn 1728. Då universitetet övertog det tidigare biskopsresidenset 1537, blev det professorsbostad. Det kom att från 1563 inrymma universitetets styrelse, konsistoriet. 
Huset är uppfört av tegelsten i munkförband i en våning över en välvd källare. Det är drygt 13 meter långt, 8 meter brett och har fyra fönster på var långsida. I källarvåningen finns tre fönsteröppningar på var långsida. Den tidigare tillbyggnaden var 3,5 meter och hade ett rum i vardera bottenvåningen och källarvåningen. 
Konsistoriets möteslokal i bottenvåningen har byggts om flera gånger under århundradena. Det nuvarande möblemanget är en gåva från de två Carlsbergsfonderna till universitetet vid dess 500-årsjubileum 1979. Gåvan var baserad på en idé om att låta möbelarkitekten Hans J. Wegner skapa en originell och värdig möblering till detta speciella och historiska rum. Denna tanke genomfördes dock endast i begränsad omfattning.